# Garudinia biplagiata
Garudinia biplagiata là một loài bướm đêm thuộc phân họ Arctiinae, họ Erebidae.